# Cicero Central Railroad
Die Cicero Central Railroad (AAR-reporting mark: CERR) ist eine Class-3-Bahngesellschaft (Switching and terminal railroad) der Watco Companies. Das Unternehmen erbringt seit November 2015 Schienengüterverkehr auf einem 1,7 km langen Streckenabschnitt in Stickney im Cook County des US-Bundesstaats Illinois.

## Geschichte
1906 und 1907 eröffnete die Chicago & Illinois Western Railroad (C&IW), ein Gemeinschaftsunternehmen der Illinois Central Railroad (IC) und des Energieversorgers Commonwealth Edison, schrittweise eine 20,3 km lange Bahnstrecke von der Southwest Side Chicagos Richtung Westen nach Willow Springs. Die parallel zum Chicago Sanitary and Ship Canal verlaufende Strecke dient seither der Erschließung lokaler Industriebetriebe. In den 1970er-Jahren ging die C&IW in der IC auf, die wiederum 1998 von der Canadian National Railway (CN) erworben wurde.
Einer der größten Frachtkunden an der früheren C&IW-Strecke ist das Chemiewerk der Koppers Holdings in Stickney. 2005 vereinbarten Watco und die CN die Übernahme der Rangierdienste im Koppers-Werk durch Watco Companies, die daraufhin am 13. Juli 2015 das Tochterunternehmen Cicero Central Railroad gründete. Die CN bzw. deren Tochterfirma IC vermietete zum 18. November 2015 einen 1,7 km langen, zwischen den Straßen Cicero Avenue und Central Avenue gelegenen Teil der früheren C&IW-Strecke an die Cicero Central Railroad. Es handelt sich dabei um den direkt südlich des Koppers-Hauptwerks gelegenen Abschnitt, von dem mehrere Anschlussgleise in das Hauptgelände sowie weitere, südlich der Strecke gelegene Werksteile abzweigen.

## Verkehr
Die Cicero Central Railroad bedient ausschließlich das Koppers-Chemiewerk in Stickney und führt dort auch alle werksinternen Rangieraufgaben durch. Der Übergang in das weitere amerikanische Bahnnetz erfolgt durch Wagentausch mit der CN, üblicherweise am östlichen Ende der Cicero Central Railroad-Infrastruktur.

## Fahrzeuge
Der Cicero Central Railroad wurde aus dem Watco-Fahrzeugpark zunächst eine EMD GP38-Diesellokomotive zugeteilt, die 2017 durch zwei EMD MP15 abgelöst wurden.